# Eva Sjuve
Eva Sjuve, född 13 augusti 1960 i Malmö, har varit internationellt verksam som mediakonstnär sedan mitten av 1980-talet. 

## Biografi
Eva Sjuve forskar i ljud, interaktiv teknologi och performance och skapar nya typer av gränssnitt för framförandet av ljudkompositioner och visuella medier. Sjuve startade sin utbildning inom musik, klassiska pianostudier vid 5 års ålder. Hon har en Fil. Mag. i konstvetenskap och teatervetenskap från Lunds universitet, samt en M.P.S. från Interactive Telecommunications Program (ITP) från New York University. Hon har även studerat musikkomposition vid Centre de Creation Musicale de Iannis Xenakis (CCMIX) i Paris och studerat computer arts och mediakonst vid School of Visual Arts i New York. 
Hon har mottagit ett flertal prestigefyllda priser och har varit gästföreläsare. Som kurator har Sjuve gjort den första internationella Wifi utställningen, ORB i Köpenhamn, 2003, med konstnärer såsom Critical Art Ensemble, Trevor Scholz med flera samt den nyskapande utställningen s.t.r.u.k.t.u.r. på galleriet Artist::Network i New York, med mediakonstnärerna Jonah Brucker-Cohen, Jim Costanzo, Ilze Black med flera.

## Internationella utställningar
Sjuve har deltagit i internationella utställningar vid:
- Australian Center of Contemporary Art, Melbourne, Australien
- Kunsthaus Dresden, Tyskland
- Kiasma Museum of Contemporary Art, Helsingfors, Finland
- European Media Arts Festival, Tyskland
- National Museum of Fine Arts, Havana, Kuba
- Centre d’Arte Contemporain de Normandie, Frankrike
- CAEIT, California Institute of the Arts, USA
- Interdisciplinary Center for Scientific Research in Music, University of Leeds, Storbritannien
- The Museum of Contemporary Arts, Chicago, USA

## Priser
- 1996 - Jury's Award från New York Exposition of Short Film and Video, för sin video Mythology
- 2000 - Honorary Award från CYNETart, Dresden, Tyskland för sin ljudkomposition Astro Turf
- 2006 - Artist in Residency från Nordiska Ministerrådet's scenkonstprogram Nordscen, för att utveckla ny teknologi för ljud- och scenkonst